# Go-Bugyō

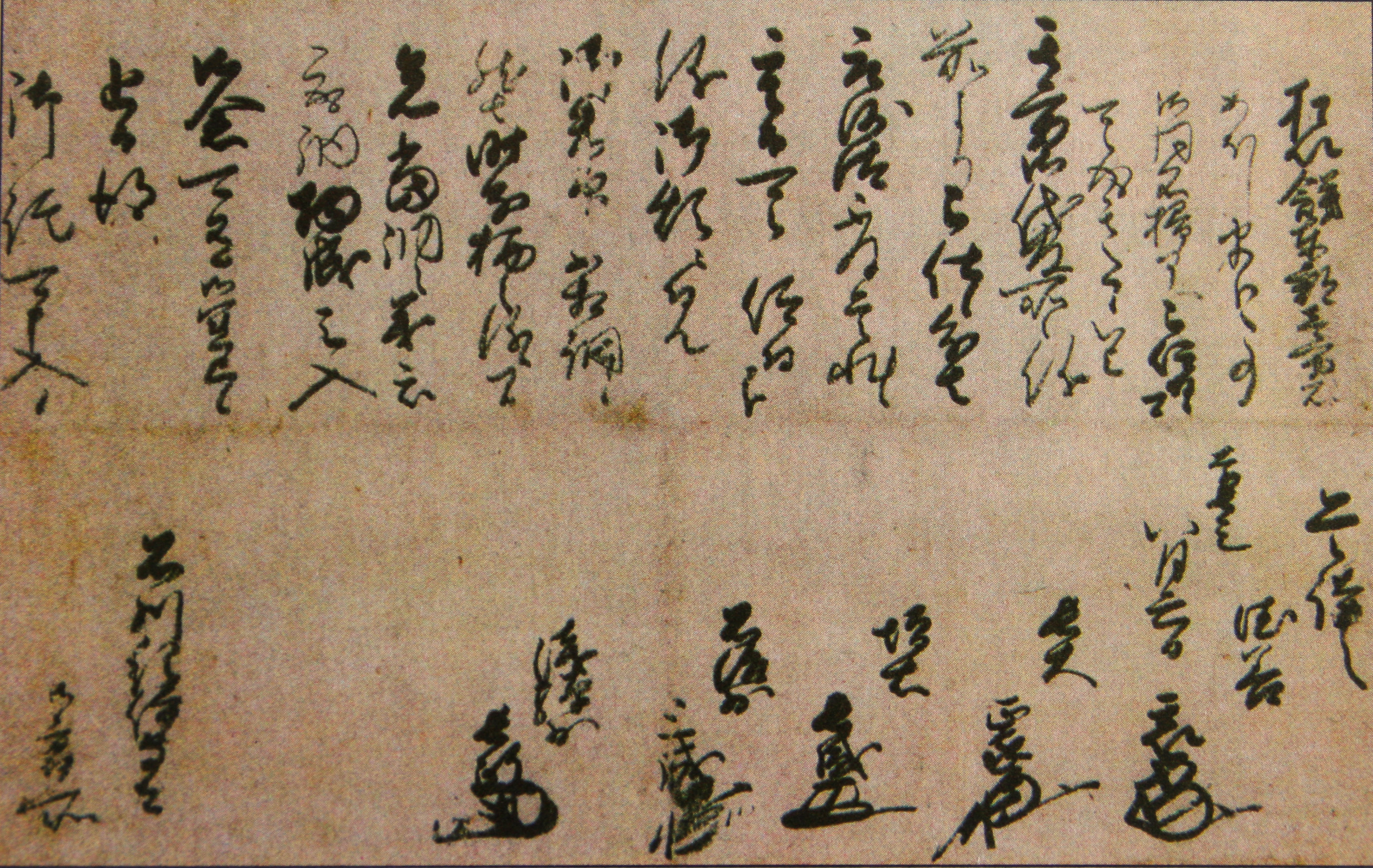
Lettera di Hideyoshi ai Go-Bugyō.

I Go-Bugyō (五奉行?, go-Bugyō) o Cinque Commissari, fu un organo amministrativo del Giappone feudale che si evolse successivamente nel Go-Tairō (Consiglio dei cinque reggenti). Fu creato da Toyotomi Hideyoshi quando divenne kampaku (Reggente Imperiale) nel 1585.

## Ruoli
I commissari furono incaricati di governare la capitale di Kyoto e le aree circostanti, che vennero chiamate kinai o le province di provenienza. Hideyoshi, tuttavia, mantenne ancora un interesse molto attivo nelle questioni amministrative, e alcuni studiosi ipotizzanoche il "Go-Bugyō", a differenza del "Go-Tairō" che lo sostituì, servì più da comitato di specialisti e consulenti, piuttosto che da veri e propri amministratori.
I cinque nominati originariamente furono Asano Nagamasa per le leggi, Maeda Gen'i per la polizia e le religioni, Mashita Nagamori per la giustizia, Natsuka Masaie per le finanze e Ishida Mitsunari per i lavori pubblici. Tutti e cinque erano samurai delle province Ōmi e Owari e tutti forti sostenitori dell'ex signore di Hideyoshi, Oda Nobunaga.

## Lista dei cinquego-bugyō
- Asano Nagamasa
- Maeda Gen'i
- Mashita Nagamori
- Natsuka Masaie
- Ishida Mitsunari